# 感動她77次
《感動她77次》（英語：77 Heartwarmings）是2021年香港愛情片，由邱禮濤執導，李敏編劇，根據李敏的同名小說《感動她77次》改編，蔡卓妍、周柏豪、马里奥·毛瑞尔及惠英紅主演，故事承接2017年上映的《原諒他77次》。電影於2022年2月12日晚上9:30在Disney+上架。

## 演員
- 蔡卓妍 飾 吕慧心（Eva）
- 周柏豪 飾 张智思（Adam）
- 衛詩雅 飾 Mandy
- 马里奥·毛瑞尔 飾 Marvel（Anon）
- 惠英紅 飾 吕慧心母亲
- 何佩瑜 飾
- 鄭丹瑞 飾 吕慧心父亲/曾寶華
- 鄭詩君
- 盧巧音 飾 Cat
- 張堅庭
- 鄭希怡 飾 Bondy
- 雷琛瑜
- 林盛斌 飾 Vincent
- 陸永 飾 Ronnie
- 小肥 飾 Francis
- 唐詩詠
- 余香凝
- 李賞
- 李靜儀
- 許靖韻
- 洪卓立
- 賈曉晨
- 陳奐仁
- 張達明
- 盧覓雪
- 關寶慧
- 邵音音
- 周驄 飾 院友老人
- 盧宛茵
- Joe 飾 Junior
- 歐陽偉豪
- 利穎怡 飾 護士

## 電影歌曲
| 曲序 | 曲目                |      | 作曲   | 编曲           | 演唱   |
| ---- | ------------------- | ---- | ------ | -------------- | ------ |
| 1.   | Will You?（主題曲） | 李敏 | 梁秉仁 | Dennis Lancion | 許靖韻 |
| 2.   | 无题（插曲）        |      |        |                |        |

## 票房
| 上一届： 《真·三國無雙》 | 2021年香港一週票房冠軍 第19週 | 下一届： 《F9狂野時速》 |

## 外部連結
- 英皇官网 （页面存档备份，存于）
- Facebook页面
- 香港影庫上《感動她77次》的資料（繁體中文）
- 时光网上《感動她77次》的資料（简体中文）
- 豆瓣电影上《感動她77次》的資料 （简体中文）